# La Jarne
La Jarne település Franciaországban, Charente-Maritime megyében. Lakosainak száma 2591 fő (2022. január 1.). La Jarne Angoulins, Aytré, Clavette, La Jarrie, Saint-Rogatien és Salles-sur-Mer községekkel határos.

## Népesség
A település népességének változása:
| Lakosok száma | 679  | 1557 | 1633 | 2218 | 2439 | 2445 | 2490 | 2541 | 2567 | 2591 |
|               | 1968 | 1982 | 1990 | 2006 | 2013 | 2015 | 2017 | 2019 | 2020 | 2022 |